# Burniszki
Burniszki is een plaats in het Poolse district  Suwalski, woiwodschap Podlachië. De plaats maakt deel uit van de gemeente Wiżajny en telt 120 inwoners.